# Bande dessinée médicale
 (janvier 2019).
- Si vous ne connaissez pas le sujet, laissez ce bandeau (vous pouvez alors contacter les auteurs).
- Si vous supprimez le contenu mis en cause (vous pouvez préalablement contacter les auteurs),

argumentez précisément cette suppression dans la page de discussion
(un manque de référence n'est pas un argument ; une recherche réelle de référence doit avoir été effectuée, être formellement documentée).
La bande dessinée médicale se scinde schématiquement autour de quelques catégories principales :
1. la vie des médecins et des professionnels de santé, traitée sur un mode humoristique (Les Femmes en blanc, Les Psy…), souvent l'apanage des éditeurs classiques (Dupuis, Bamboo…) ;
2. la prévention par la communication, illustrant des sujets comme l’alcoolisme, le tabagisme, les drogues, les maladies sexuellement transmissibles. Ces BD sont souvent distribuées par des organismes institutionnels ou des associations ;
3. la connaissance de maladies, plus ou moins rares (diabète, mucoviscidose…), dont le lecteur cible est généralement jeune. Ces albums sont le plus souvent édités par des associations de malades ;
4. la promotion ciblée d'un médicament. Ces BD sont distribuées au corps médical par les laboratoires pharmaceutiques.

Dès les années 1950, les laboratoires pharmaceutiques ont largement utilisé le dessin humoristique médical pour promouvoir leurs médicaments, en utilisant le talent de dessinateurs comme Peynet, Barberousse, Bellus.
Après une période très peu productive dans les années 1970, les laboratoires ont redécouvert ce mode de communication au début des années 1980, tout comme les associations et les institutions.
Toutefois, nombre de ces bandes dessinées sont distribuées hors commerce, localement (ville ou département) ou à destination d'un public très ciblé, ce qui complique leur recensement et leur acquisition.